# Rik Torfs

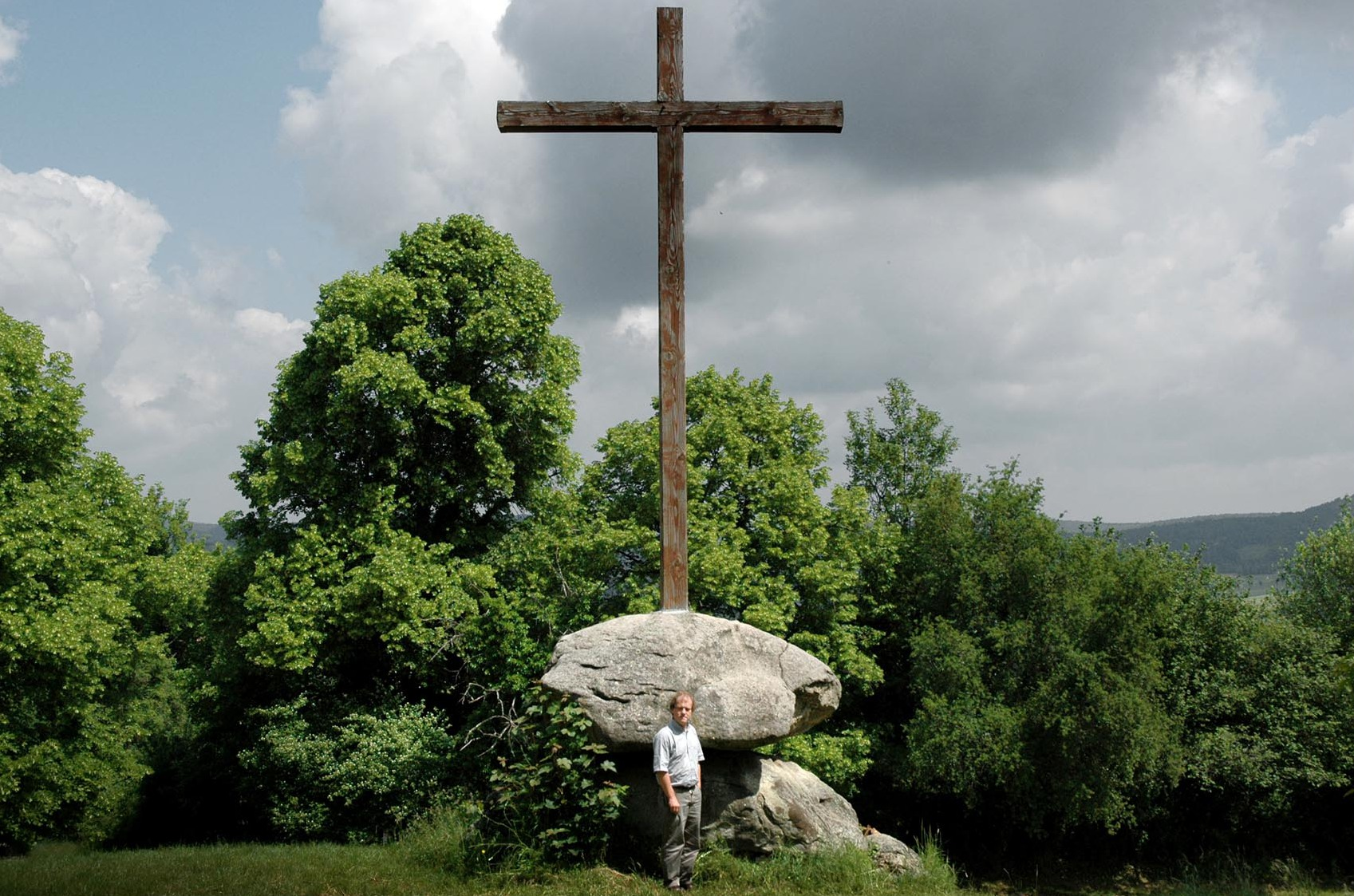
Torfs in Vézelay

Henri Maria Dymphna André Laurent (Rik) Torfs (Turnhout, 16 oktober 1956) is een Belgisch hoogleraar aan de KU Leuven, kerkjurist, bekend mediafiguur en voormalig christendemocratisch politicus. Torfs was van 2013 tot 2017 rector van de KU Leuven.

## Biografie
Rik Torfs volgde na het basisonderwijs in het Heilig-Hartcollege van Heist-op-den-Berg, klassieke humaniora aan het Sint-Gummaruscollege in Lier. Daarna studeerde hij aan de Katholieke Universiteit Leuven. Hij werd er in 1979 licentiaat in de rechten, in 1980 licentiaat in het notariaat, in 1982 licentiaat in het kerkelijk recht en promoveerde in 1987 tot doctor in het kerkelijk recht.

### Academische loopbaan
Torfs werd aan de Faculteit Rechten en aan de Bijzondere Faculteit Kerkelijk Recht in Leuven achtereenvolgens van 1981 tot 1982 assistent burgerlijk recht, van 1982 tot 1988 assistent kerkelijk recht, van 1988 tot 1996 docent kerkelijk recht en in 1996 gewoon hoogleraar.
Hij was voorzitter van de faculteit kerkelijk recht in 1994-2003 en 2009-2013. Hij vervulde verschillende gasthoogleraarschappen, onder meer aan de Universiteit Utrecht, in Parijs, Straatsburg, aan de Universiteit Stellenbosch en in Nijmegen.
Hij is gewezen voorzitter en bestuurder van het European Consortium for Church and State Research, lid van de Academic advisory board van het International Center for Law and Religious studies aan de Brigham Young-universiteit (VS), lid van de board of experts van de International Religious Liberty Association (IRLA), oprichter en bestuurslid van de Werkgroep Nederlandstalige Canonisten, in 2005 lid van de Commissie voor de Interculturele Dialoog, in 2009 lid van Les Assises de l'Interculturalité, adviesorganen van de federale regering, in 2006 lid van de Commissie ter invulling van de cursus maatschappelijke oriëntatie die rapporteerde aan de Vlaamse regering, adviseur van onder meer de regeringen van Roemenië, Letland en Litouwen met betrekking tot de wetgeving over godsdienstvrijheid en in 2009 peter van de Vlaamse Parkinson Liga. Hij is ook editor van het deel "Religion" van de International Encyclopaedia of Laws.
Hoewel hij zichzelf katholiek noemt, staat hij bekend om zijn kritiek op de Katholieke Kerk, paus Johannes Paulus II en diens opvolger paus Benedictus XVI en om enkele opmerkelijke uitspraken. Zo riep hij in 1994 de bisschoppen op om, naar aanleiding van de pauselijke brief Ordinatio sacerdotalis, gebruik te maken van hun ius remonstrandi, om te protesteren tegen het definitief sluiten van het debat over priesterwijding voor vrouwen. In augustus 2005 bestempelde hij in een interview met Het Nieuwsblad de zalig- en heiligverklaringen en het toekennen van aflaten als "folkloristische" kerkelijke tradities. Dit nam overigens niet weg dat hij meewerkte aan een reportage over de bijzondere aantrekkingskracht die de bedevaartplaats Lourdes op mensen uitoefent (VRT, Canvas, 30 november 2007).
In 2022 ging hij op emeritaat, maar bleef actief binnen en buiten de universiteit.

#### Rector KU Leuven
Torfs nam in 2005 een eerste maal deel aan de rectorverkiezingen van de KU Leuven. Hij verloor slechts nipt in de derde stemronde (met 20 gewogen stemmen verschil) van Marc Vervenne.
Op 3 december 2008 kondigde de universiteit aan dat het mandaat van rector Vervenne niet zou verlengd worden. Rik Torfs liet weten dat hij niet zou deelnemen aan de rectorverkiezingen van 2009.
Hij stelde zich wel opnieuw kandidaat voor de rectorverkiezing 2013. Hij nam het op tegen drie tegenkandidaten, alle drie actief als vicerectoren onder rector Mark Waer. Op 13 mei 2013 behaalde hij in de eerste ronde 567 stemmen, tegen 540 voor Karen Maex. Bart De Moor haalde 197 stemmen en Tine Baelmans 191 stemmen.
De meerderheid van de stemmen werd door geen enkele kandidaat behaald, zodat op vrijdag 17 mei 2013 een tweede ronde plaatsvond tussen de twee eerstgeplaatste kandidaten. Van de 9.709 stemgerechtigden namen er 4.576 kiezers deel. Professor Karen Maex behaalde 736 gewogen stemmen en professor Rik Torfs 772 gewogen stemmen, met daarbij nog 19 blanco stemmen. Torfs behaalde de meerderheid en werd verkozen. Vooraleer hij in functie trad, had Torfs de opdracht als rector-elect een nieuwe ploeg van vicerectoren rond zich te verzamelen. Op 1 augustus 2013 nam Torfs de positie van rector van de universiteit op.
In maart 2017 stelde hij zich opnieuw kandidaat, voor een tweede termijn. Luc Sels, decaan van de Faculteit Economie en Bedrijfswetenschappen, stelde zich als tegenkandidaat. Op 9 mei 2017 won Luc Sels de verkiezingen met 48 gewogen stemmen verschil en Torfs kon zijn mandaat als rector dus niet verlengen. Zijn mandaat eindigde op 31 juli 2017.

### In de media
Torfs publiceert regelmatig opinieartikelen in de Vlaamse pers. Hij schreef een wekelijkse column voor de krant De Standaard onder de titel Het Hellend Vlak. Het hellend vlak of glijdende schaal is een argument in de debatkunst of retoriek. In een argument betekent het hellend vlak dat een relatief kleine eerste stap onvermijdelijk leidt tot een opeenvolging van gerelateerde evenementen die uitmonden in iets met een grotere impact. Men kan het vergelijken met een object dat een klein duwtje krijgt over de rand van een helling en dan vanzelf naar beneden rolt.
Tussen 2008 en 2009 was hij wekelijks columnist in Le Soir (La chronique). Hij publiceert ook af en toe in buitenlandse kranten zoals Trouw (Nederland) en Zaman (Turkije). Verder is hij een regelmatig columnist in het Vlaamsgezinde Doorbraak.
Hij ontpopte zich als een bekende Vlaming met regelmatige deelname aan diverse radio- en televisieprogramma's, zowel op Eén in De Laatste Show, De Pappenheimers en het Gala van de Sportpersoonlijkheid van het Jaar, als op Canvas in Zinzen, Terzake, De Nachtwacht en Phara. Voor VTM was hij een regelmatig panellid in het programma Recht van antwoord.
In 2006 was hij peter van een van de meisjes die deelnamen aan de Miss Belgian Beauty-wedstrijd. Dat jaar maakte hij voor Canvas het programma Nooitgedacht, een productie van Woestijnvis, dat gedurende drie seizoenen liep van 2007 tot 2009. In dit programma kon Torfs 'the art of conversation' beoefenen. Hij nodigde een 30-tal bekende gasten uit de politieke, literaire of culturele wereld uit binnen- en buitenland uit voor een diepte-gesprek in een duistere kelder die wel gemaakt leek om tot intieme gesprekken en confidenties te komen. Politieke leiders zoals Herman Van Rompuy, Karel De Gucht, Wilfried Martens, Guy Verhofstadt, Louis Michel, maar ook literaire of culturele opiniemakers zoals Philippe Claudel, Kamagurka, Liesbeth List en Axelle Red behoorden tot zijn gasten.
In het vijfde, zesde en zevende seizoen was hij jurylid in het programma De Slimste Mens ter Wereld, gepresenteerd door Erik Van Looy. Het Belgische Instituut voor de Gelijkheid van Vrouwen en Mannen had kritiek met zijn invulling hiervan: "De grapjes van Rik Torfs (professor kerkelijk recht aan de Katholieke Universiteit Leuven) als jurylid in de VRT-televisiequiz ‘De slimste mens’ zijn vaak seksistisch. Ze brengen vrouwen voortdurend in verband met seks en maken hen (hoe slim ze ook zijn) tot seksobject." In het achtste seizoen, 2009-2010, werd hij vervangen door acht juryleden. In het tiende seizoen (2012) keerde hij terug als gastjurylid.
Naar aanleiding van de Vlaamse en Europese verkiezingen van 7 juni 2009 presenteerde hij samen met Siegfried Bracke van 1 tot 6 juni de talkshow De Stemming 09.
Van 2016 tot 2017 maakte hij deel uit van het panel van De Tafel van Tijs, een discussieprogramma van de Nederlandse omroep EO. Hij speelde in 2019 ook een gastrol in Dag Sinterklaas.

### Politieke carrière
In oktober 2009 maakte hij bekend dat hij voorbereidingen aan het treffen was om een potentieel nieuwe politieke beweging op te richten. Deze beweging zou mensen van allerlei strekkingen samenbrengen die eenzelfde politieke denkwijze hanteerden. Torfs benadrukte de inhoudelijke gebreken van de huidige politieke ontwikkelingen en de tekorten van het partijsysteem in het algemene politieke landschap. De beweging zou deze belemmeringen trachten te overstijgen. Indien dit een goede evolutie kende, sloot hij niet uit om deel te nemen aan verkiezingen. Hij benadrukte ook dat de beweging initieel geen partij zou zijn. Meer dan een half jaar later verkondigde hij dat zijn project werd gestaakt.
In 2010 kwam Torfs op bij de vervroegde federale verkiezingen van 2010 voor de CD&V. Hij nam de tweede plaats in op de senaatslijst, na partijvoorzitster Marianne Thyssen en werd verkozen met 143.603 voorkeurstemmen. In de Senaat was hij van oktober tot december 2011 voorzitter van de CD&V-fractie. Als CD&V'er liet hij zich meermaals kritisch uit over zijn partij. In 2013 stapte hij weer uit de politiek, om zich opnieuw kandidaat te stellen als rector van de KU Leuven.

### Onderscheidingen
- Zijn boek Wie gaat er dan de wereld redden? werd uitgeroepen tot Liberales-boek van het jaar 2009.
- Torfs stond op de eerste plaats in een rangschikking van opinieleiders in Vlaanderen in 2020.[8]
- In 2023 kreeg hij de Prijs voor de Vrijheid van de klassiek-liberale denktank Libera!.

## Selecte bibliografie
- Het huwelijksbegrip in het canonieke recht, Leuven, doctoraatsthesis kerkelijk recht, 1987
- Het huwelijk als levensgemeenschap. Een kerkrechtelijke benadering, Leuven, Acco, 1990.
- Congregationele gezondheidsinstellingen. Toekomstige structuren naar profaan en kerkelijk recht, Leuven, Peeters, 1992
- Mensen en rechten in de Kerk, Leuven, Davidsfonds, 1993.
- De kardinaal heeft verdriet, Leuven, Uitgeverij Van Halewyck, 2002.
- Voor het zinken de kerk uit, Leuven, Uitgeverij Van Halewyck, 2004.
- Religie, vrede en onvrede, tweeëntwintigste Pacificatielezing, Gent, Uitgeverij Larcier, 2005.
- Lof der lankmoedigheid, Leuven, Uitgeverij Van Halewyck, 2006.
- Het hellend vlak, Leuven, Uitgeverij Van Halewyck, 2008.
- Wie gaat er dan de wereld redden?, Van Halewyck, 2009.
- De Kerk, Een serie hoorcolleges op cd, Uitgeverijen Lannoo en Hoorzespreken, 2010
- Mijn Amerika, Pelckmans, 2012 (bijdrage)
- Kardinale deugden. Een inleiding tot het moderne leven, Uitgeverij Polis, 2018
- De kerk is fantastisch, Kok, 2020
- Over morgen. Mijmeringen voor wie niet van gisteren is. Essay, met Pieter Marechal, Vrijdag, 2021
- Tijdgeest: een perspectief op mens en tijd, Ertsberg, 2023
- Het Vaticaan: Achter de schermen van de kerk, Lannoo, 2024